# 시스젠더

시스젠더(영어: cisgender)란 자신이 타고난 '지정성별'과 본인이 정체화하고 있는 성별 정체성(gender identity)이 '동일하다.' 혹은 '일치한다.' 고 느끼는 사람을 뜻한다.

## 같이 보기
- 여성주의와 성전환
- 여성으로 태어난 여성